# Damarchus cavernicola
Damarchus cavernicola is een spinnensoort in de taxonomische indeling van de bruine klapdeurspinnen (Nemesiidae).
Damarchus cavernicola werd in 1924 beschreven door Abraham.